# Bodzsár Márk
Bodzsár Márk (Budapest, 1983 –) magyar filmrendező, forgatókönyvíró, dramaturg.

## Életpályája
Édesapja Bodzsár István producer, gyártásvezető. A Városmajori Gimnáziumban érettségizett 2001-ben. 2004-2009 között a Színház- és Filmművészeti Egyetem mozgókép-tudomány szakos hallgatója volt. Forgatókönyvíróként, filmrendezőként és dramaturgként is dolgozik.

## Filmográfia

### Forgatókönyvíró
- Decameron 2007 – A masculinum felé című epizód (2006)  rendező is
- Bloody Mary (2007)
- Hajónapló (2009) rendező is
- Társas játék (2011-2012)
- East side stories (2012) rendező is
- Isteni műszak (2013) rendező is
- A hentes, a kurva és a félszemű (2018)
- Drakulics elvtárs (2019) rendező is
- Alvilág (2019)
- A Séf meg a többiek (2022)